# Nicolas Devilder
Nicolas Devilder, né le 25 mars 1980 à Dax dans le département des Landes, est un joueur de tennis français.
Avec des victoires dans quatre tournois challenger (Bergame, Košice, Monza et Timișoara), 2006 marque son entrée dans les 100 premiers mondiaux. En 2007, il gagne le tournoi challenger de Belo Horizonte, au Brésil.
Le 13 septembre 2008, il remporte aux côtés de Paul-Henri Mathieu le double du BCR Open Romania avec un jeu décisif qui se finit à 22-20 pout ce qui restera son unique victoire en tournoi ATP.

## Carrière

### 2007
Nicolas Devilder réussit une bonne saison atteignant les quarts de finale à Buenos Aires, Munich, le 2e tour du Tournoi de Wimbledon et les 1/8 de finale du Open d'Amersfoort et du Tournoi de Bombay. Il a également remporté le tournoi challenger de Belo Horizonte.

### 2008
Le Français réalise une saison mitigée. Il gagne son premier match à Roland-Garros face à Chris Guccione mais se fait facilement éliminer par Rafael Nadal (6-4, 6-0, 6-1). Devilder atteint les quarts de finale du Tournoi de Kitzbuhel et le 2e tour de l'US Open éliminé par Sam Querrey.

### 2009
Nicolas Devilder commence sa saison par l'Open de Doha. Il s'incline au second tour contre Gaël Monfils (7-5, 7-64) après avoir battu Abdulla Haji (6-0, 6-3). Devilder participe ensuite à l'Open d'Australie où il est battu au premier tour par Chris Guccione (6-4, 6-2, 6-4)

### 2012
En février il s'incliner en finale du Challenger de Casablanca face à Aljaž Bedene.

Une semaine auparavant, il remporte le tournoi CNGT de Taden - Dinan en Bretagne.
Il réussit brillamment au tournoi de Roland Garros. Il bat au premier tour Filip Krajinovic (6-2, 6-2, 6-0). Au second tour, il bat l'Allemand Michael Berrer (7-6, 6-4, 6-2), qui avait réalisé un exploit au tour précédent en dominant Jürgen Melzer. Cependant, il se fait éliminer séchemment par le numéro 1 mondial, Novak Djokovic.

### 2013
Il met fin à sa carrière.

## Palmarès

### Titre en double messieurs
| No | Date       | Nom et lieu du tournoi    | Catégorie   | Dotation  | Surface      | Partenaire         | Finalistes                           | Score               |          |
| -- | ---------- | ------------------------- | ----------- | --------- | ------------ | ------------------ | ------------------------------------ | ------------------- | -------- |
| 1  | 08-09-2008 | BCR Open Romania Bucarest | Int' Series | 349 000 € | Terre (ext.) | Paul-Henri Mathieu | Mariusz Fyrstenberg Marcin Matkowski | 7-64, 69-7, [22-20] | Parcours |

## Résultats en Grand Chelem

### En simple
| Année | Open d'Australie | Open d'Australie | Internationaux de France | Internationaux de France | Wimbledon      | Wimbledon        | US Open         | US Open         |
| ----- | ---------------- | ---------------- | ------------------------ | ------------------------ | -------------- | ---------------- | --------------- | --------------- |
| 2004  | —                | —                | Q1                       | Giorgio Galimberti       | —              | —                | —               | —               |
| 2005  | Q2               | Florent Serra    | Q3                       | S. Wawrinka              | —              | —                | —               | —               |
| 2006  | —                | —                | Q1                       | Roko Karanušić           | —              | —                | —               | —               |
| 2007  | 1er tour (1/64)  | Florent Serra    | 1er tour (1/64)          | Michaël Llodra           | 2e tour (1/32) | Márcos Baghdatís | 1er tour (1/64) | Mikhail Youzhny |
| 2008  | Q2               | A. Kudryavtsev   | 2e tour (1/32)           | Rafael Nadal             | —              | —                | 2e tour (1/32)  | Sam Querrey     |
| 2009  | 1er tour (1/64)  | Chris Guccione   | 1er tour (1/64)          | Stanislas Wawrinka       | 2e tour (1/32) | Victor Hănescu   | —               | —               |
| 2010  | Q2               | Grega Žemlja     | Q3                       | Pablo Andújar            | —              | —                | —               | —               |
| 2011  | —                | —                | Q1                       | Andreas Beck             | —              | —                | —               | —               |
| 2012  | —                | —                | 3e tour (1/16)           | Novak Djokovic           | —              | —                | —               | —               |
| 2013  | Q1               | Rajeev Ram       | —                        | —                        | —              | —                | —               | —               |

### En double
| Année | Open d'Australie                   | Open d'Australie           | Roland-Garros                    | Roland-Garros                       | Wimbledon                          | Wimbledon                     | US Open                            | US Open                    |
| ----- | ---------------------------------- | -------------------------- | -------------------------------- | ----------------------------------- | ---------------------------------- | ----------------------------- | ---------------------------------- | -------------------------- |
| 2005  | -                                  | -                          | 2e tour (1/16) Marc Gicquel      | Leander Paes Nenad Zimonjić         | -                                  | -                             | -                                  | -                          |
| 2006  | -                                  | -                          | 1er tour (1/32) Olivier Patience | Kristof Vliegen Rogier Wassen       | -                                  | -                             | -                                  | -                          |
| 2007  | -                                  | -                          | -                                | -                                   | 1er tour (1/32) Paul-Henri Mathieu | Paul Hanley Kevin Ullyett     | -                                  | -                          |
| 2008  | -                                  | -                          | 2e tour (1/16) Olivier Patience  | Lucas Arnold Ker Juan Ignacio Chela | -                                  | -                             | 1er tour (1/32) Paul-Henri Mathieu | Dominik Hrbatý David Škoch |
| 2009  | 1er tour (1/32) Paul-Henri Mathieu | Rik De Voest Ashley Fisher | 1er tour (1/32) Arnaud Clément   | Pablo Cuevas Luis Horna             | 1er tour (1/32) Christophe Rochus  | Jamie Delgado Jonathan Marray | -                                  | -                          |

### En double mixte
| Année | Open d'Australie | Open d'Australie | Internationaux de France       | Internationaux de France    | Wimbledon | Wimbledon | US Open | US Open |
| 2012  | -                | -                | 2e tour (1/8) Virginie Razzano | Sania Mirza Mahesh Bhupathi | -         | -         | -       | -       |

## Parcours dans lesMasters 1000
| Année | Indian Wells         | Miami               | Monte-Carlo        | Rome | Hambourg puis Madrid | Canada | Cincinnati | Madrid puis Shanghai | Paris |
| ----- | -------------------- | ------------------- | ------------------ | ---- | -------------------- | ------ | ---------- | -------------------- | ----- |
| 2004  | -                    | -                   | 2e tour W. Arthurs | -    | -                    | -      | -          | -                    | -     |
| 2005  | -                    | -                   | -                  | -    | -                    | -      | -          | -                    | -     |
| 2006  | -                    | -                   | -                  | -    | -                    | -      | -          | -                    | -     |
| 2007  | -                    | -                   | -                  | -    | -                    | -      | -          | -                    | -     |
| 2008  | -                    | -                   | -                  | -    | -                    | -      | -          | -                    | -     |
| 2009  | 1er tour J. Nieminen | 1er tour V. Troicki | -                  | -    | -                    | -      | -          | -                    | -     |

N.B. : sous le résultat se trouve le nom de l’ultime adversaire.

## Performance
- Munich 2007 Guillermo Cañas n°22 (4-6, 2-1 abandon)
- Buenos Aires 2007 Juan Carlos Ferrero n°27 (1-6, 7-62, 6-0)

## Classement ATP

### En simple
| Année | 2000 | 2001 | 2002 | 2003 | 2004 | 2005 | 2006 | 2007 | 2008 | 2009 | 2010 | 2011 | 2012 |
| Rang  | 662  | 885  | 528  | 366  | 198  | 173  | 95   | 115  | 73   | 225  | 414  | 356  | 277  |

### En double
| Année | 2001 | 2002 | 2003 | 2004 | 2005 | 2006 | 2007 | 2008 |
| Rang  | 885  | 430  | 1517 | 536  | 328  | 519  | 744  | 274  |